# География на Демократична република Конго
Демократична Република Конго (ДРК) е държава в Централна Африка, заемаща огромната падината на река Конго и части от заграждащите я от всички страни планински масиви. На северозапад Демократична Република Конго граничи с Република Конго (дължина на границата – 2410 km), на север – с ЦАР (1577 km), на североизток – с Южен Судан (628 km), на изток – с Уганда (765 km), Руанда (217 km), Бурунди (233 km) и Танзания (459 km), на юг – със Замбия (1930 km), а на югозапад и запад – с Ангола и ексклава ѝ Кабинда (1930 km). Общата дължина на сухоземните граници (в т.ч. речни и езерни) е 10 730 km. На запад има малък излаз на Атлантическия океан с дължина на бреговата ивица 37 km. Дължината на страната от северозапад на югоизток е 2300 km, а от североизток на югозапад – 2200 km. В тези си граници Демократична Република Конго заема площ от 2 344 858 km² и е втората по площ държава в Африка след Алжир. Населението към 1.1.2020 г. възлиза на 101 780 000 души. Столица е град Киншаса.
Територията на Демократична Република Конго се простира между 5°23′ с.ш. и 13°28′ ю.ш. и между 12°12′ и 31°17′ и.д. Крайните точки на страната са следните:
- крайна северна точка – 5°23′30″ с. ш. 25°31′56″ и. д. / 5.391667° с. ш. 25.532222° и. д., на левия бряг на река Мбому (дясна съставяща на Убанги), на границата с Централноафриканската република.
- крайна южна точка – 13°27′33″ ю. ш. 29°43′35″ и. д. / 13.459167° ю. ш. 29.726389° и. д., на границата със замбия.
- крайна западна точка – 5°46′24″ ю. ш. 12°12′09″ и. д. / 5.773333° ю. ш. 12.2025° и. д., на брега на Атлантическия океан, на границата с ексклава Кабинда на Ангола.
- крайна източна точка – 2°10′37″ с. ш. 31°16′34″ и. д. / 2.176944° с. ш. 31.276111° и. д., на северозападния бряг на езерото Алберт, на границата с Уганда.

## Релеф
Централните и западните части на страната се заемат от най-ниската част на падината Конго (надморска височина 300 – 350 m), представляваща плоска, в голямата си част заблатена и периодически наводнявана алувиална равнина, образувала се от сливането на заливните долини на река Конго и нейните притоци. От центъра на падината към нейните периферии местността плавно се повишава във вид на амфитеатрални тераси и терасовидни плата с височина до 500 – 600 m. Покрай северния край на падината Конго се простира пояс от плата и възвишения с куестови отстъпи. В крайния север на страната са разположени цокълни равнини със средна височина 600 – 900 m, изпъстрена с островни възвишения, образуваща южния склон на платото Азанде. На югозапад в пределите на ДРК частично навлизат южните разклонения на Южногвинейските възвишения, представени от сложен структурно-денудационен релеф (Платото на Катарактите, платото Бангу, планината Майомбе). те отделят падината Конго от тясната ивица крайбрежна низина на Атлантическия океан. В релефа на южните части на страната господстват столовите плата с височини от 700 – 1000 m до 1200 – 1300 m. В областта на вододела на реките Конго и Замбези, в южните части на провинция Шаба се простират високи до 1200 – 1500 m и повече цокълни равнини. Изходите на най-устойчивите скали на повърхността са обособени във вид на тесни гребени, разделени от надлъжни понижения. В централните и източните райони на провинция Шаба се издигат плосковърхите хорстови масиви Митумба (1889 m) и Кунделунгу (1772 m) и пясъчното плато Маника (1697 m), разделени от широки тектонски падини с алувиални дъна.
С най-висок и разчленен релеф се отличават източните части на страната, обхванати от периферната зона на Източноафриканските плата. Покрай източната граница на ДРК от юг на север се простира грандиозна система от падини – т.нар. Източноафриканска разломна зона, по краищата на която се издигат планини с височина 2000 – 3000 m. Най-голяма височина достига масива Рувензори с връх Маргарита (5109 m), на границата с Уганда. В планината Вирунга има действащи вулкани – Нямлагири (3058 m), Нирагонго (3470 m), Карисимби (4507 m) и др. и районът е силно сеизмичен. В крайния югоизток, югозападно от езерото Танганика се издигат върховете на планините Мугала, Малимба и Марунгу (2460 m).

## Геоложки строеж, полезни изкопаеми
Около половината от територията на ДРК е заета от падината Конго, запълнена с континентални наслаги от късния мезозой и кайнозоя. Нейната централна част още през антропогена е била заета от големи езера. Горнокредната пясъчна серия Кванго по периферията на падината съдържа преотложени диаманти. В югоизточната част на падината наложена върху по-древни пропадания са развити въгленосни наслаги от „системата“ кару с къснопалеозойска възраст, а по нейната северна и отчасти югоизточна периферия на повърхността се показват горнодокамбрейски седиментни образувания. На североизток, изток, югоизток и юг от падината Конго и в крайния запад, покрай долното течение на река Конго са развити докамбрийските скали на фундамента на Африканската платформа. Най-древни от тях, дълбоко метаморфозирани и гранитизирани са скалите от долния докамбрий, които изграждат масива Касаи в южната част на страната и излизат на повърхността на изток и североизток и по-най-долното течение на река Конго, където образуват нейните множество прагове. Слабо метаморфозираните седиментни скали от долните части на горния докамбрий – кварцити, шисти и др., образуват на югоизток и изток в страната кибарската нагъната система със североизточно простиране. С внедрените в нея гранити са свързани големите находища на калай и други метали. Наслагите от горния докамбрий образуват в крайния югоизток на страната нагъната система с богати находища на медни руди, с които се асоциират още елементите кобалт, цинк, уран и други метали. Общите запаси на мед, по различни източници се оценяват от 27 до 36 млн. т (в т.ч. достоверни и вероятни 12 – 19 млн. т), цинк (2 млн. т), уран (5 – 6 хил. т U3O8), кобалт (600 хил. т, в т.ч. достоверни и вероятни 200 хил. т). Разработват се още големи находища на желязна руда (в провинциите Западно Касаи и Горно Конго), боксити (в провинция Долно Конго, с общи запаси 50 – 100 млн. т), битуминодви шисти (в Горно Конго). В шелфовата зона на страната са открити нефтени залежи. Има също находища на манганова руда, злато и въглища.

## Климат
Частта от територията на ДРК разположена между 3° с.ш. и 3° ю.ш. има екваториален климат, постоянно влажен, с два максимума на валежите (от март до май и от септември до ноември). В южните части на страната и в крайния север климатът е субекваториален, с дъждовен летен и сух зимен сезон. Продължителността на сухия сезон на север не превишава 2 – 3 месеца (от декември до февруари), а на юг достига до 5 – 7 месеца (от април-май до септември-октомври). В падината Конго и по ограждащите я плата средната температура на най топлия месец (март или април) се колебае от 24°С до 28°С, а на най-хладния (юли или август) – от 22°С до 25°С. Денонощните температурни амплитуди са по-големи от годишните, но и те не превишават 10 – 15°С. Във високите райони на изток и югоизток климатът е прохладен (в град Лубумбаши от 16°С през юли до 24°С през октомври), а денонощната амплитуда не превишава 20°С. Годишната сума на валежите в екваториалния пояс е от 1700 – 1800 до 2000 – 2200 mm (в планините на изток до 2500 mm и повече). С отдалечаването от екватора на север и юг годишната сума на валежите намалява: в крайния север до 1300 – 1500 mm, в крайния юг – до 1000 – 1200 mm.

## Води
Речната мрежа на страната е много гъста и многоводна. Над 9/10 от територията на ДРК принадлежи към басейна на река Конго (4700 km). Нейните основни притоци са: леви – Ломами (1500 km), Лулонга, Руки (1025 km), Касаи 2153* km); десни – Луфира, Лувуа, Арувими (1287 km), Итимбири, Монгала, Убанги (2272* km). Крайния североизток принадлежи към водосборния басейн на река Нил, като тук най-голямата река е Семлики, изтичаща от езерото Едуард и вливаща се в езерото Алберт. Почти всичките реки на страната изобилстват от прагове и водопади и само в падината Конго образуват единна система от плавателни пътища, която обаче няма изход към океана поради серията от водопади и прагове (водопадите Ливингстън) в долното течение на река Конго. Наличието на стръмни участъци по надлъжните профили на реките в съчетание с голямото количество вода, протичаща за единица време, определят огромната величина на потенциалните хидроресурси на страната (по оценка, над 100 млн. квт при среден разход на вода). На изток в пределите на ДРК частично навлизат лежащите в дълбоки тектонски падини големи езера Алберт (5335 km²), Едуард (2150 km²), Киву (2700 km²), Танганика (32 900 km²), Мверу (5120 km²), Упемба (530 km²). В падината Конго са разположени плитките езера Маи Ндомбе (Леополд ІІ, 2300 – 8200 km²) и Тумба (500 km²).

## Почви, растителност
В екваториалния пояс растат гъсти и влажни вечнозелени гори, като най-голяма гъстота те достигат по източните склонове на падината Конго. Под тях са развити мощни червено-жълти фералитни почви. Особен тип горска растителност образуват периодически наводняваните и заблатявани гори, развити върху хидроморфни латеритно-тинести почви в най-понижените части на падината Конго. В горите има множество ценни дървесни видове: червено, жълто, ебеново, лимба, агба, ироко и др. дървета, даващи висококачествена дървесина, маслена палма, копалово дърво, различни каучуконосни видове и др. На север от 3 – 4° с.ш. и на юг от 4 – 5° ю.ш. гъсти гори са се съхранили само на отделни участъци и масиви, или под формата на ивици покрай реките (т.нар. галерийни гори). Голяма част от тях са изсечени и унищожени от човека и са заменени с вторични високотревисти савани с отделни нискорасли листопадни дървета и храсти. Под саваната са се формирали червени фералитни почви с рязко изразено сезонно изсушаване на техния профил, като на места са развити плътни повърхности от железиста кора. В крайния юг и югоизток на страната са разпространени тропически редки гори (саванни гори), с опадващи листа през сухия сезон, развити върху кафеникаво-червени почви. По склоновете на високите планини по източната периферия на ДРК се проследява вертикална зоналност на растителността, с пояс от планински влажни вечнозелени гори с участъци от бамбук по неговата горна граница, афро-субалпийски пояс с господство на дървовиден пирен и афро-алпийски пояс с дървовидни кръстоцветни и лобелии. В устието на река Конго са развити мангрови гори.

## Животински свят
Животинският свят на ДРК е много богат и разнообразен, макар че дълго време е бил подложен на безконтролен бракониерски лов (особено на едри бозайници). В саваните и редките гори живеят множество видове тревопасни бозайници: различни видове антилопи, биволи, слонове, носорози, зебри, жирафи, а от хищниците са разпространени лъвове, леопарди, гепарди, чакали, хиени, хиеновидни кучета. В гъстите гори се срещат слонове, брадавичести свине, окапи. Тук множество животни са приспособени за живот по дърветата, най-вече маймуни. В реките и езерата има много хипопотами. Широко са представени различните видове птици, влечуги (предимно крокодили и змии), риби, насекоми (в т.ч. мухата цеце). За опазване на богатия животински и растителен свят в ДРК са създадени няколко национални парка – „Гарамба“ (на североизток, до границата с Южен Судан), „Киву“ (на изток, до границите с Еганда и Руанда), „Упемба“ (на югоизток).